# Geodetiskt stomnät
Ett geodetiskt stomnät är ett nät av punkter som är bestämda genom någon form av beräkning på mätningar av vinklar, höjdskillnader och numera även avstånd, mellan punkterna. Nätets punkter används sedan som utgångspunkter vid mätning och utsättning av till exempel vägar, fastigheter och hus. Traditionellt har tekniska begränsningar gjort att man har skilt på plana nät, med koordinater i planet, och höjdnät med höjder, men näten börjar allt oftare vara i både plan och höjd. Punkterna är i regel skyddade enligt lag.

## Nätens hierarki
De flesta projekt som behöver utsättning, till exempel väg-, järnvägs- och husbyggen, måste ha minst några punkter med kända koordinater att utgå från. Det skulle vara alltför dyrt att ta fram ett rikstäckande nät som kan tillgodose alla behov. Därför används en hierarki med nät i tre olika täthetsgrader.
De tätare näten kan anslutas till de glesare näten, eller till varandra, genom någon av tre metoder:
- Nyberäkning av mätningarna i nätet och anslutningspunkterna. Metoden är tidskrävande men ger bra resultat.
- Transformation, eller inpassning, av det tätare nätet. Genom att utgå från ett antal kända punkter i bägge näten, passpunkter, kan ett transformationssamband, det vill säga en formel för omräkning av punkternas koordinater från det ena till det andra nätet, tas fram.
- Approximativ anslutning. Ett av näten ansluts till det andra med en gemensam punkt och en gemensam riktning. Problemet är att man inte kan hitta eventuella fel. Metoden används bara för anslutning av bruksnät. I Sverige är i regel stomnät anslutna till rikets nät. Tidigare krävdes dispens från Lantmäteriet om man inte anslöt dem till rikets nät.[2]

### Nationella nät
De nationella näten är de rikstäckande triangelnät som tagits fram i huvudsak genom trianguleringar. De första triangelnäten var i regel band längs gränser och kuster snarare än täckande och hade i huvudsak syftet att ge kartornas avbildning rätt form.

### Anslutningsnät
Anslutningsnäten är anslutna till de nationella näten.

### Bruksnät
Vid till exempel större husprojekt behövs fler utgångspunkter än vad anslutningsnäten medger och de måste då förtätas. Ofta är kommunala och liknande stomnät bruksnät.

### Klassindelning av nät
I många länder, och tidigare även i Sverige, delades näten in i olika klasser eller ordningar, beroende på noggrannheten. De nationella näten mättes in med högst noggrannhet och hade därför högst klass.

## Plana nät
I och med teknikens framsteg har man med åren kunnat mäta allt noggrannare och snabbare. Ett av de största framstegen på 1900-talet var när man kunde börja mäta längder snabbt och med hög noggrannhet i och med elektrooptisk längdmätning. Det medförde att man inte strikt behövde hålla sig till triangelnät längre. Datorernas intåg i det dagliga mätarbetet, och allt mer automatiserade totalstationer har också inneburit att det går mycket snabbare att mäta, vilket har gjort det mycket mindre kostsamt att underhålla och förtäta näten.

Triangelnät
Polygonnät
Fackverk
Väggpunktsnät

### Triangelnät
Tidigare, fram till 1900-talets mitt, var stomnäten uteslutande triangelnät vilka utgjordes av fixpunkter. De tidiga teodoliterna som användes för vinkelmätningarna var ofta stora, tunga och tog lång tid att ställa upp på en punkt. Ofta var det då långt mellan punkterna.
Triangelnät, liksom polygonnät indelades tidigare i Sverige vardera i tre ordningar:
- 1:a ordningens triangelnät, även kallat rikets triangelnät eller primärnätet med 10 till 35 km mellan punkterna.
- 2:a ordningens triangelnät, även kallat för regionala förtätningsnät och lokala huvud- och anslutningsnät med 4 till 10 km mellan punkterna.
- 3:e ordningens triangelnät, även kallat lokala förtätningsnät, med 700 m till 4 km mellan punkterna.

### Polygonnät
Polygonnäten består av flera polygontåg som ofta bildar stora fyrkanter där fyra polygontåg möts i varje hörn. I och med att man kunde börja mäta längder mycket noggrannare behövde näten inte längre bygga på vinkelmätning mellan hörn i stora trianglar. Stomnäten har sedan i allt högre grad blivit någon form av polygonnät.
Polgonnäten, liksom triangelnät indelades tidigare i Sverige vardera i tre ordningar:
- 1:a ordningens polygonnät, även kallat för lokalt bruksnät, med 100 m till 500 m mellan punkterna.
- 2:a ordningens polygonnät, även detta kallat för lokalt bruksnät med 100 till 300 m mellan punkterna.
- 3:e ordningens polygonnät, kallat detaljpolygonnät, med 50 m till 200 m mellan punkterna.

### Linjenät
Linjemätning innebär bestämning av stompunkters lägen i plan genom i princip enbart längdmätning. Metoden är svår att använda vid starkt kuperad terräng och har ersatts av polygonmätning.
- Stomlinjenät och mätningslinjenät som mäts med staklinjemätning eventuellt kompletterad med vinkelmätning sker med punktavstånd 50 m till 500 m.[3]

### Fackverksnät
Fackverksnät, eller bara fackverk, är långsmala stomnät, som till formen påminner om fackverksbalkar. De används framför allt som bruksnät längs långsmala anläggningar. De används i Sverige bland annat, med ungefär 6 meters bredd och ungefär 100 meter mellan punkterna, som bruksnät längs före detta Banverkets järnvägar för mätning av järnvägsspår. Man har där gjort bedömningen att det är för svårt att upptäcka fel i polygontåg, som däremot används i de bruksnät man har till andra mätningar. En annan vanlig användning är i tunnlar.

### Väggpunktsnät
Väggpunktsnät består av märkbrickor eller ibland prismor, på väggarna i stadsbebyggelse. Den stora fördelen med väggpunktsnät är att man inte behöver röja grenar, vänta på bilägare som parkerat över punkter, spetta fram överasfalterade punkter och så vidare. Ofta är väggpunktsnäten en del av ett kommunalt bruksnät.

## Höjdnät

### Trigonometriska höjdnät
Trigonometriska höjdnät bygger i likhet med triangelnäten på mätningar av vinklar mellan intilliggande punkter i nätet. I höjdnäten mäter man då vertikalvinklarna i stället för horisontalvinklarna.

### Avvägningsnät
I avvägningsnät använder man i stället för vinkelmätning avvägning, vilket ofta ger högre noggrannhet.

## Fotnoter
1. ↑  I Sverige ges skyddet genom 14 kap. 8 § brottsbalken (1962:700).
2. ↑  6 § mätningskungörelsen (1974:339).
3. 1 2 3  Tekniska förklaringar och anvisningar till Mätningskungörelsen, Lantmäteriverket 1976